# Кочевський Віктор Васильович
Ві́ктор Васи́льович Коче́вський (* 15 листопада 1923, село Різуненкове, нині Коломацького району Харківської області — † 28 квітня 2005, Київ) — український поет, перекладач. Член Національної спілки письменників України (від 1952 року). Заслужений діяч культури Вірменської РСР.

## Життєпис
Віктор Васильович Кочевський народився 15 листопада 1923 року в селі Різуненкове, нині Коломацького (у 1959—1993 роках — Валківського) району Харківської області. Дитячі і юнацькі роки пройшли в селищі Коломак. Навчаючись у Коломацькій середній школі, Віктор захоплювався роботою в гуртку юних натуралістів. Перед війною був учасником Всесоюзної сільськогосподарської виставки.
1941 року Віктор Кочевський закінчив середню школу. Його призвали в армію. Служив матросом на Чорноморському флоті, брав участь у боях, кілька разів був поранений. Деякий час працював у дивізійній газеті.
Після війни працював у пресі. 1953 року закінчив Харківську дворічну партійну школу. 1956 року закінчив заочний відділ факультету журналістики Київського університету.
Працював інструктором Коломацького райкому партії, редактором районної газети, кореспондентом газети «Літературна Україна». У 1962—1965 роках був головою правління Харківської організації Спілки письменників України. Від 1976 року живе в Києві. Був секретарем правління Київської організації Спілки письменників України.
Нагороджено орденом Слави третього ступеня, медалями, Почесною грамотою Президії Верховної Ради УРСР.
22 березня 2001 року розпорядженням Президента України Леоніда Кучми Віктору Кочевському призначено державну стипендію як видатному діячеві культури .
Помер у Києві 28 квітня 2005 року .

## Творчість
Почав друкуватися 1948 року. Перша збірка віршів «Господарі весни» вийшла 1951 року. Віктор Кочевський — автор понад 30 збірок поезій та перекладів переважно з вірменської мови.

### Літературні премії
1976 року за цикл поезій «Барев, моя Вірменіє!» у збірнику «На крутосхилах літ» удостоєний премії імені Павла Тичини «Чуття єдиної родини».
2004 року відзначено літературною премією імені Максима Рильського за високохудожній переклад епосу «Давид Сасунський».
Лауреат премії імені Ованеса Туманяна.

### Видання для дітей
- Ластівка Севану. — Харків: Книжкове видавництво, 1960. — 19 с.
- На сосновому узліссі. — К.: Веселка, 1965. — 24 с.
- Олов'яний соловейко. — К.: Веселка, 1971. — 55 с.
- Мій дивокрай. — К.: Веселка, 1973. — 63 с.
- Лісове свято: Вірші. — К.: Веселка, 1977. — 36 с.
- Степові друзі: Вірші. — К.: Веселка, 1980. — 32 с.
- Грудочка землі: Вірші. — К.: Веселка, 1983. — 72 с.
- В лісовій майстерні: Вірші. — К.: Веселка, 1988. — 32 с.
- Люстерко: Вірші. — К.: Веселка, 1993. — 32 с.